# آزمایش هسته‌ای کره شمالی (۲۰۱۷)
در ۳ سپتامبر ۲۰۱۷ تلویزیون دولتی کره‌شمالی اعلام کرد که این کشور بمبی هیدروژنی را با «موفقیت کامل» آزمایش کرده‌است. به گفته مقام‌های کره شمالی این بمب به صورت کلاهک هیدروژنی قابل نصب بر روی موشک‌های بالستیک قاره‌پیماست. آزمایش اتمی کره شمالی ششمین و بزرگ‌ترین آزمایش اتمی این کشور از زمان اولین آزمایش در ۲۰۰۶ است.

## مشخصات بمب هسته‌ای
تلویزیون دولتی کره شمالی اعلام کرد، آزمایش بمب هیدروژنی خود را در ساعت سه بعدازظهر به وقت محلی انجام داده‌است. کره شمالی اضافه کرد که با این آزمایش موفقیت‌آمیز قادر است، این‌گونه بمب را در کلاهک یک موشک بالستیک، نصب نماید.
خبرگزاری رسمی کره شمالی نیز روز ۲ سپتامبر ۲۰۱۷ تصویری از کیم جون اون، رهبر کره شمالی را در حال بازدید از یک سلاح هسته‌ای قابل نصب روز موشک بالیستیک نشان داد.
بی‌بی‌سی در ۲ سپتامبر ۲۰۱۷ اعلام کرد که (رهبر) کره شمالی از یک کلاهک هسته‌ای هیدروژنی قابل نصب روی موشک قاره‌پیما بازدید کرده‌است؛ و از قول خبرگزاری رسمی کره شمالی (کی‌سی‌ان‌ای) گفت تمامی اجزای بمب در کره شمالی تولید گردیده‌است. توضیح آنکه در بمب هیدروژنی که بسیار قوی تر از بمب اتمی است از همجوشی هسته‌ای استفاده می‌شود و چون حجم زیادی ندارد می‌تواند در کلاهک موشکهای بالستیک نصب گردد.

## واکنش‌ها
روز ۳ سپتامبر ۲۰۱۷ دونالد ترامپ، رئیس‌جمهوری آمریکا، در عکس‌العمل آزمایش اخیر کره شمالی و خطاب به پیونگ یانگ هشدار داده بود: «همه گزینه‌ها روی میز است.» با انتشار خبر این آزمایش، دونالد ترامپ اعلام کرد که سیل تسلیحات نظامی را به سوی متحد خود کره‌جنوبی سرازیر خواهد کرد. او سپس گفت که آماده است تا اجازه فروش میلیاردها دلار سلاح به سئول را صادر کند.
کاخ سفید گفت دونالد ترامپ رئیس‌جمهور آمریکا روز ۳ سپتامبر ۲۰۱۷ با مشاوران امنیت ملی خود برای بررسی آزمایش اتمی کره شمالی ملاقات خواهد کرد. سارا سندرز سخنگوی کاخ سفید گفت ” تیم امنیت ملی این مسئله را از نزدیک مانیتور می‌کند، ”. او اضافه کرد” رئیس‌جمهور و تیم امنیت ملی او نشستی برای بررسی بیشتر مسئله امروز خواهند داشت.
متیس وزیر دفاع آمریکا در ۳ سپتامبر ۲۰۱۷ بدنبال ملاقات با پرزیدنت ترامپ و شورای امنیت ملی به این آزمایش کره شمالی واکنش نشان داد و گفت که تهدیدات علیه آمریکا یا متحدانش با پاسخ شدید نظامی آمریکا روبرو خواهد شد.
پرزیدنت دونالد ترامپ در روز ۳ سپتامبر ۲۰۱۷ در توئیتر خود گفت: «کره شمالی حملات و اقداماتش علیه ایالات متحده کماکان بسیار خصمانه و خطرناک است». او در دومین توئیت خود اضافه کرد: «کره شمالی یک کشور یاغی است که تبدیل به خطر عظیم و شرمساری برای چین شده‌است که سعی می‌کند کمک کند ولی موفقیت کمی داشته‌است.» او همچنین در توئیت دیگری گفت: «صحبت از استمالت با کره‌شمالی کارآئی نخواهد داشت کره‌شمالی فقط یک چیز می‌فهمد.»
مون جای این، رئیس‌جمهوری کره‌جنوبی، بعد از اعلام آزمایش هسته‌ای کره شمالی، جلسه شورای امنیت ملی کشورش را برگزار نمود. چو هان کیو، رئیس ستاد مشترک عملیاتی ارتش کره جنوبی نیز اعلام کرد، کره شمالی بار دیگر نشان داد که تمایلی به کاهش تنش ندارد. او اضافه کرد: «آزمایش بمب اتمی کره شمالی نقض واضح قطعنامه‌های سازمان ملل متحد است، و ثبات و صلح در شبه جزیره کره را تهدید می‌کند. ما دولت کره شمالی را به دلیل این آزمایش و نیز آزمایش موشک‌های قاره‌پیما محکوم می‌کنیم. این دولت طرحهای ما را برای صلح در شبه جزیره کره جهت پائین آوردن تنش نظامی را نادیده می‌انگارد.»
وزارت خارجه چین نیز آزمایش هسته‌ای کره شمالی را محکوم کرد و آن را علامتی از بی‌توجهی کره شمالی به خواست جامعه جهانی دانست. این وزارتخانه در تلویزیون چین طی بیانیه‌ای از این دولت خواست تا قطعنامه‌های شورای امنیت را رعایت کند. جامعه جهانی خواستار غیر اتمی کردن شبه جزیره کره است و باید محترم شمرده شود. چین از کره شمالی خواست تا از آزمایشهای موشکی و اتمی خود دست بردارد، زیرا شرایط را مشکلتر می‌کند و به نفع این دولت نیست. چین در آخرین قطعنامه شورای امنیت آزمایشهای موشکی و اتمی کره شمالی را همراه سایر اعضای شورا محکوم کرده بود.
نخست‌وزیر ژاپن شینزو آبه، اعلام کرد که کره شمالی به هشدارهای جامعه جهانی توجه نمی‌کند و به آزمایشهای اتمی ادامه می‌دهد و اضافه کرد که ژاپن نمی‌تواند این اقدامات تحریک‌آمیز را تحمل کند؛ و اعلام کرد جامعه جهانی باید در مقابل این تحریکات کره شمالی هماهنگ عمل کند و به همین خاطر ژاپن با قاطعیت با آمریکا، کره جنوبی، چین و روسیه هماهنگ عمل خواهد کرد. وزارت دفاع ژاپن برای گردآوری ذرات پراکنده حاصل از این آزمایش اتمی هواپیماهای خود را به پرواز درآورد.
پوتین رئیس‌جمهور روسیه روز ۳ سپتامبر ۲۰۱۷ در گفتگوی تلفنی با نخست‌وزیر ژاپن آزمایش اخیر بمب هیدروژنی کره شمالی را محکوم کردند و از طرفین درخواست خویشتن‌داری نمودند.
رئیس کمیته امور خارجه کنگره اد رویس (جمهوریخواه-کالیفرنیا) پس از آزمایش هسته‌ای اخیر کره شمالی بیانیه زیر را در ۳ سپتامبر ۲۰۱۷ صادر کرد:
«پیشرفت‌های ادامه‌دار هسته‌ای کره شمالی، تهدید غیرقابل قبول برای ایالات متحده و متحدان ما می‌باشد. دولت باید به سرعت و به‌طور کامل اختیارات ارائه شده از سوی کنگره را برای محروم کردن نیاز پول نقد کیم جون یون برای سوخت‌رسانی به برنامه‌های غیرقانونی سلاح او بکار گیرد. سال‌ها مذاکرات شکست خورده، شکاف بزرگی در تحریم‌ها علیه این رژیم سرکش گذاشته‌است. با همکاری با متحدانمان، بخصوص کره جنوبی و ژاپن، ما باید حداکثر فشار مالی و دیپلماتیک را اعمال کنیم. این شامل هدف قرار دادن بانک‌های بیشتری از چین که با کره شمالی مراودات شغلی دارند می‌شود- چه با یا بدون همکاری پکن.»
رئیس‌جمهور فرانسه امانوئل ماکرون روز ۴ سپتامبر ۲۰۱۷ از تمامی قدرتهای جهان خواست تا یک عکس‌العمل سریع و محکم نسبت به آزمایش بمب هیدروژنی روز گذشته کره شمالی نشان بدهند.
در روز ۳ سپتامبر ۲۰۱۷ هیئت آمریکایی در سازمان ملل اعلام کرد که شورای امنیت سازمان ملل به‌درخواست آمریکا، ژاپن، انگلستان، فرانسه روز دوشنبه ۴ سپتامبر ۲۰۱۷ ساعت ۱۶۰۰ تشکیل جلسه خواهد داد تا در مورد آزمایش اتمی کره شمالی بحث شود. جمیز متیس در همین روز گفت اعضای شورای امنیت همگی نسبت به خلع سلاح اتمی در شبه جزیره کره متعهد هستند؛ و ادامه داد هر تهدیدی علیه آمریکا یا متحدانش با عکس‌العمل سریع و سخت مواجه خواهد شد.